# Campionato estone di pallavolo femminile
Il campionato estone di pallavolo femminile è un insieme di tornei pallavolistici per squadre di club estoni, istituiti dalla Federazione pallavolistica dell'Estonia.

## Struttura
- Campionati nazionali professionistici:

Eesti Meistrivõistlused: a girone unico, partecipano sette squadre.
- Campionati nazionali non professionistici:

I liiga: a girone unico, partecipano cinque squadre.